# Кизил-Куч
Кизи́л-Куч (рос. Кызыл-Куч, башк. Ҡыҙыл Көс) — присілок у складі Ілішевського району Башкортостану, Росія. Входить до складу Кадировської сільської ради.
Населення — 5 осіб (2010; 17 у 2002).
Національний склад:
- башкири — 100 %